# Fontessa
| Recensione | Giudizio |
| ---------- | -------- |
| AllMusic   |          |

Fontessa è un album discografico a nome The Modern Jazz Quartet, pubblicato dalla casa discografica Atlantic Records nel 1956 (aprile o maggio 1956).
Fu il loro primo album pubblicato dalla Atlantic Records.

## Tracce

### LP
Lato A
1. Versailles (Porte de Versailles) – 3:22 (John Lewis) – Registrato il 22 gennaio 1956
2. Angel Eyes – 3:48 (Earl Brent, Matt Dennis) – Registrato il 22 gennaio 1956
3. Fontessa – 11:12 (John Lewis) – Registrato il 22 gennaio 1956

Lato B
1. Over the Rainbow – 3:50 (E. Y. Harburg, Harold Arlen) – Registrato il 22 gennaio 1956
2. Bluesology – 5:04 (Milt Jackson) – Registrato il 14 febbraio 1956
3. Willow Weep for Me – 4:47 (Ann Ronell) – Registrato il 22 gennaio 1956
4. Woody 'n' You – 4:25 (Dizzy Gillespie) – Registrato il 22 gennaio 1956

## Formazione
- Milt Jackson – vibrafono
- John Lewis – piano
- Percy Heath – contrabbasso
- Connie Kay – batteria

Note aggiuntive
- Nesuhi Ertegun – produttore, supervisione
- Rudy Van Gelder e John Kraus – ingegneri delle registrazioni
- Guidi, Tri-Arts – design copertina album originale
- Norman Sunshine – disegno copertina frontale album originale
- William Claxton – foto copertina album originale
- Ralph J. Gleason – note retrocopertina album originale[1]